# Pordenone Hockey 2004
Il Pordenone Hockey 2004 è stata è una società italiana di hockey su pista con sede a Pordenone. I suoi colori sociali erano l'arancione e il blu. Fu costituita nel 2004 ed ha cessato l'attività nel 2013. Nell'ultima stagione sportiva disputata, quella 2012-2013, ha militato nel campionato di Serie A2.

## Storia
La società è stata fondata nel 2004, da un gruppo di amici appassionati di hockey pista, fra i quali il Presidente Manola Carbi e la famiglia Marrone.
La tradizione hockeistica di Pordenone è ben più antica: erano infatti attive in precedenza altre società come il GSH Pordenone, che ha militato per molti anni in Serie A1 vincendo fra l'altro una Coppa Italia nel 1979-1980, e la Latus Pordenone anch'essa militante nella massima categoria. Dall'anno della sua fondazione, il Pordenone 2004 si è imposto come società di riferimento friulana, guadagnando la promozione in A1 ma venendo retrocessa nella stagione 2011-2012. La squadra disputa la stagione 2012-2013 qualificandosi per i Playoff promozione. In estate purtroppo i debiti accumulati costringono la società a smantellare la rosa e cedere i diritti di partecipazione alla Serie A2 alla neonata Centrosport Valdagno, che disputa il campionato col nome "Centrosport Valdagno-Pordenone". 
I giocatori e l'allenatore Paghi, provenienti da altre regioni, si sono accasati in altre società, mentre lo sparuto gruppo di atleti friulani e le compagini del settore giovanile, assieme ad alcuni dirigenti, hanno dato nuova vita al Gruppo Sportivo Hockey Pordenone, ricominciando l'attività dal campionato di Serie B.

## Statistiche

### Partecipazioni ai campionati
| Livello | Categoria | Partecipazioni | Debutto   | Ultima stagione | Totale |
| ------- | --------- | -------------- | --------- | --------------- | ------ |
| 1º      | Serie A1  | 1              | 2010-2011 | 2010-2011       | 1      |
| 2º      | Serie A2  | 3              | 2009-2010 | 2012-2013       | 3      |
| 3º      | Serie B   | 5              | 2004-2005 | 2008-2009       | 5      |

### Partecipazioni alla coppe nazionali
| Competizione | Partecipazioni | Debutto   | Ultima stagione |
| ------------ | -------------- | --------- | --------------- |
| Coppa Italia | 3              | 2010-2011 | 2012-2013       |